# Marentino
Marentino (en français  Marentin) est une commune italienne de la ville métropolitaine de Turin, dans la région Piémont.

## Administration
| Période                                  | Période  | Identité          | Étiquette | Qualité |
| ---------------------------------------- | -------- | ----------------- | --------- | ------- |
| 14 juin 2004                             | En cours | Gian Luigi Cochis | civica    |         |
| Les données manquantes sont à compléter. |          |                   |           |         |

### Communes limitrophes
Sciolze, Moncucco Torinese, Montaldo Torinese, Arignano, Andezeno